# Пьетралата (станция метро)
«Пьетралата» (итал. Pietralata (metropolitana di Roma)) — станция линии B Римского метрополитена. Названа по одноимённому району Рима. Открыта в 1990 году.

## Окрестности и достопримечательности
Вблизи станции расположены:
- Форте Тибуртино
- Автострада A24

## Наземный транспорт
Автобусы: 163, 211, 450.